# Fågelvintjärnen (Lycksele socken, Lappland)
Fågelvintjärnen är en sjö i Lycksele kommun i Lappland och ingår i Umeälvens huvudavrinningsområde. Sjön har en area på 0,103 kvadratkilometer och ligger 273 meter över havet.

## Delavrinningsområde
Fågelvintjärnen ingår i det delavrinningsområde (718062-162486) som SMHI kallar för Rinner till Bålforsens Dämningsomr. Medelhöjden är 302 meter över havet och ytan är 19,85 kvadratkilometer. Det finns inga avrinningsområden uppströms utan avrinningsområdet är högsta punkten. Avrinningsområdets utflöde Umeälven mynnar i havet. Avrinningsområdet består mestadels av skog (90 procent). Avrinningsområdet har 0,43 kvadratkilometer vattenytor vilket ger det en sjöprocent på 2,2 procent.